# 蒙锥克山
41°21′51″N 2°09′29″E / 41.36417°N 2.15806°E

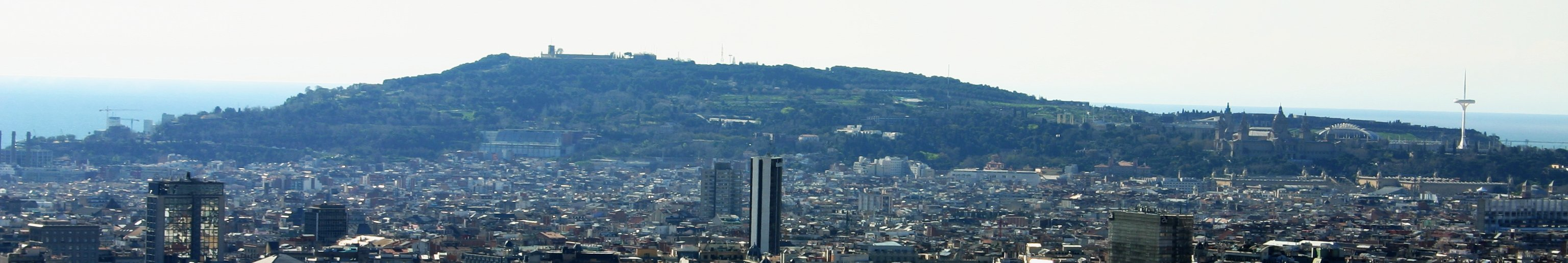
蒙特惠奇山

蒙锥克山（加泰隆尼亞語發音：[muɲʒuˈik]）是加泰罗尼亚巴塞罗那市中心西南部的一座山丘，俯瞰着港口，山势平缓，但是东侧临海处则几乎是峭壁。山顶高173米，有主要兴建于17世纪的蒙锥克城堡。一說其名稱來自中世紀的加泰隆尼亞文，原義是「猶太山」；也有一說是來自拉丁文「Mons Jovicus」，意思是「朱庇特之丘」。

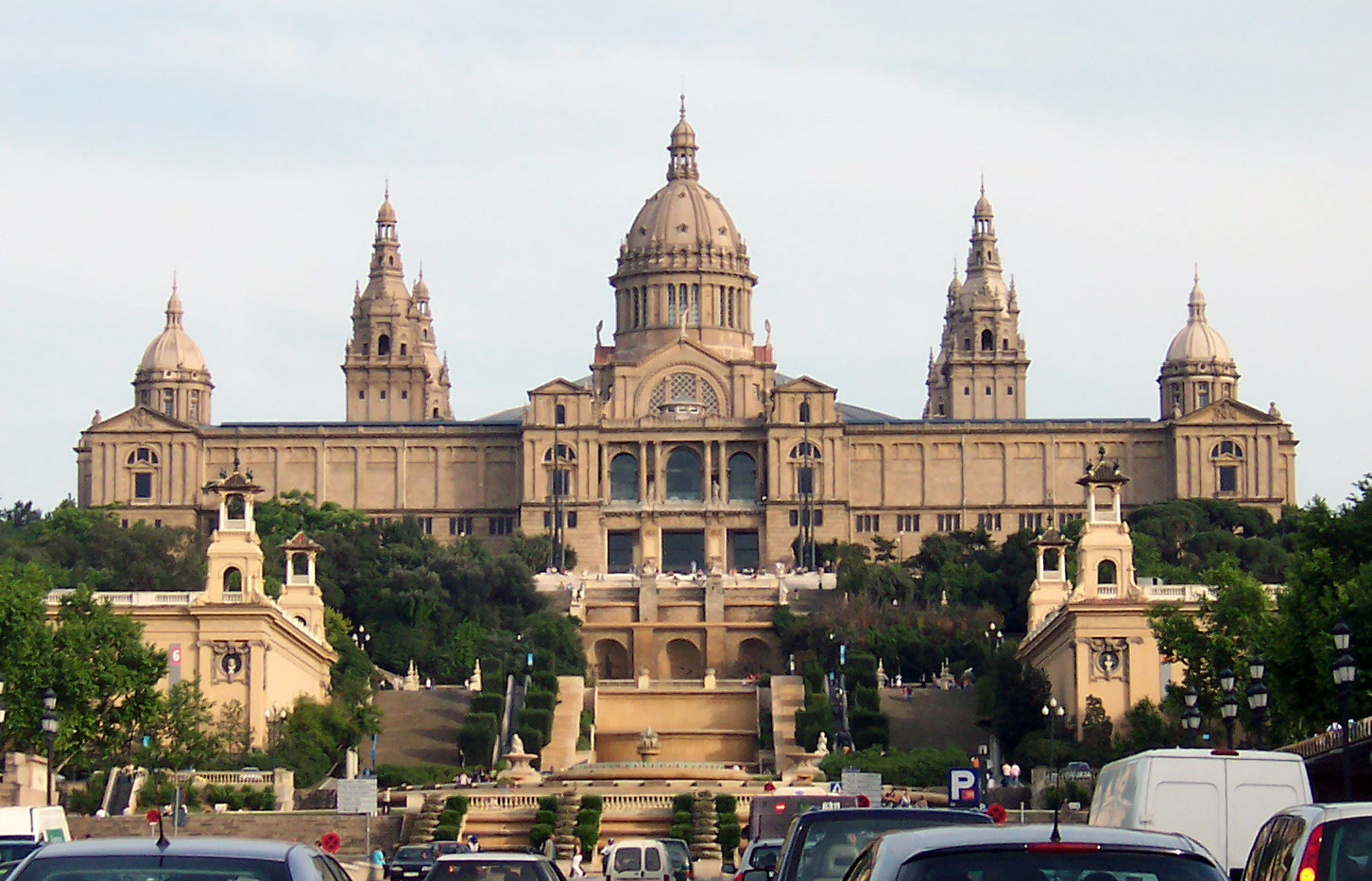
国家宫

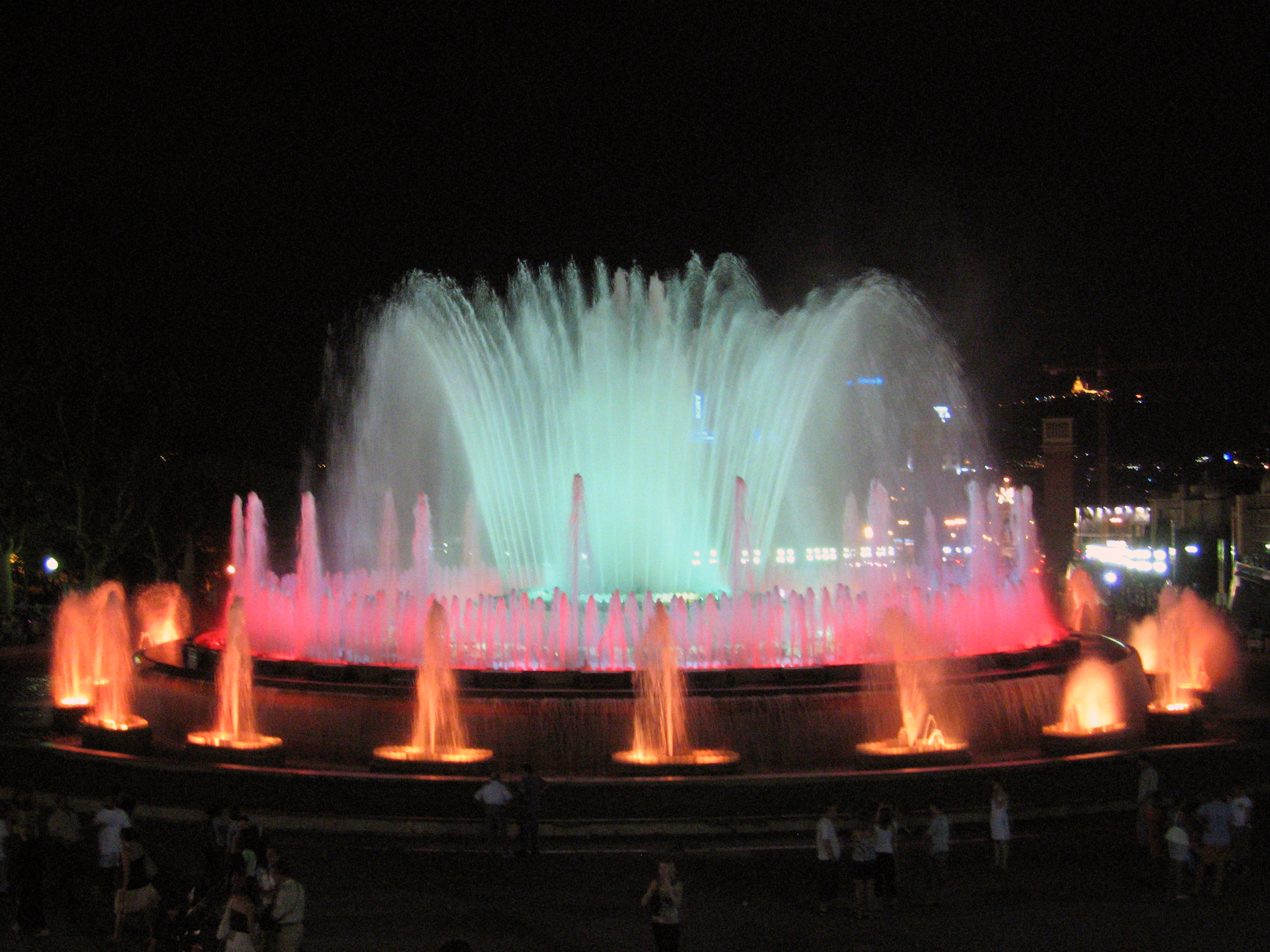
魔法喷泉

1842年，忠于马德里政府的驻军在此炮击城市。該地也曾被充当监狱，常常关押政治犯，直至佛朗哥獨裁时期結束為止。该城堡也是许多人被殺害的地点。在西班牙内战的不同时期，国民党和共和党人都曾在那里被对方陣營處決。加泰罗尼亚政府主席、民族主义领导人孔帕尼斯被纳粹出卖给佛朗哥政府後，於1940年在此被謀殺。
蒙特惠奇的山坡原本是树林、耕地和牧场，部分森林於1890年代被清除。1929年巴塞罗那世界博览会選址於蒙锥克山後，這裡開始大興土木，建成了巨大的国家宫（Palau Nacional）、孔帕尼斯体育场（Estadi Olímpic Lluís Companys）、华丽的魔法喷泉（Font màgica）及位處西侧以表现西班牙不同的建筑风格的西班牙村（Poble Espanyol）。
为了主办以反对1936年柏林奥运会的1936年人民奥运会，蒙锥克体育场于1929年竣工，但該运动会由于西班牙内战爆发被取消。2008年以前，該場地是皇家西班牙人体育俱乐部的主场。
面向市区一侧的坡道曾经是蒙锥克一级方程式赛道，举办过4次西班牙大奖赛。然而，在1975年西班牙大奖赛中，发生罗尔夫施托梅伦冲上看台，造成4人死亡的事故以后，西班牙大奖赛再也没有回到蒙锥克。
蒙锥克被选为1992年夏季奥林匹克运动会的举办地，以蒙锥克体育场为中心的场地被广泛翻新，并更名为奥林匹克体育场，在6.5万个座位的体育场举行了开幕式和闭幕式，并举办了体育赛事。
可乘坐蒙锥克缆车（属于巴塞罗那地铁的一部分），然后轉乘吊舱升降机前往山顶。